# Beborn Beton
«Beborn Beton» — німецький синті-поп-гурт, заснований у 1989 році. Їхній перший альбом, «Tybalt», був виданий у 1993 році і являв собою збірку найкращих пісень написаних у перші три роки існування гурту.

## Дискографія
- Tybalt 1993 (Лейбл: Subtronic)
- Twisted 1993 (Лейбл: Subtronic)
- Concrete Ground 1994 (Лейбл: Subtronic)
- Nightfall 1996 (Лейбл: Strange Ways)
- Tybalt 1997 — Re-Release (Лейбл: Dark Star)
- Truth 1997 (Лейбл: Strange Ways)
- Another World 1997 (Лейбл: Strange Ways)
- Concrete Ground 1998 — Re-Release (Лейбл: Strange Ways)
- Poison 1999 (Лейбл: Strange Ways)
- Fake 1999 (Лейбл: Strange Ways)
- Fake Bonus 1999 (Лейбл: Strange Ways)
- Rückkehr zum Eisplaneten 2000 (Лейбл: Strange Ways)
- Tales from another world 2002 (Лейбл: Wtii, LLC)
- A Worthy Compensation 2015 (Лейбл: Dependent)
- She Cried 2016 (Лейбл: Dependent)
- Darkness Falls Again 2023 (Лейбл: Dependent)